# Afrokona aerea
Afrokona aerea is een vlinder uit de familie wespvlinders (Sesiidae), onderfamilie Sesiinae.
Afrokona aerea is voor het eerst wetenschappelijk beschreven door Fischer in 2006. De soort komt voor in het Afrotropisch gebied.